# Calle 103–Corona Plaza (línea Flushing)
 Calle 103–Corona Plaza   es una estación en la línea Flushing del Metro de Nueva York de la A del Interborough Rapid Transit Company (IRT). La estación se encuentra localizada en el distrito Corona, Queens entre la Calle 103 y la Avenida Roosevelt. La estación es servida todo el tiempo por los trenes del servicio <7>.